# یواس‌اس چتنوگا (سی‌ال-۱۱۸)
یواس‌اس چتنوگا (سی‌ال-۱۱۸) (به انگلیسی: USS Chattanooga (CL-118)) یک کشتی است.